# ヤマト (群馬県)
株式会社ヤマトは、群馬県前橋市に本社を置く建設会社である。理研コンツェルン（理研グループ）の流れを汲む。

## 沿革
- 1945年（昭和20年）10月 - 理研工業株式会社から分離・独立し、創業。
- 1946年（昭和21年）7月 - 大和工業株式会社設立。
- 1963年（昭和38年）7月 - 社名を大和設備工事株式会社に変更。
- 1963年（昭和38年）10月 - 東京店頭売買登録銘柄に登録。
- 1964年（昭和39年）10月 - 東京証券取引所2部上場。
- 1999年（平成11年）9月 - 東京証券取引所1部指定替え。
- 2000年（平成12年）9月 - 現社名に変更。